# Барбюиз
Барбюи́з (фр. Barbuise) — коммуна во Франции, находится в регионе Шампань — Арденны. Департамент — Об. Входит в состав кантона Вильнокс-ла-Гранд. Округ коммуны — Ножан-сюр-Сен.
Код INSEE коммуны — 10031.
Коммуна расположена приблизительно в 100 км к востоку от Парижа, в 75 км юго-западнее Шалон-ан-Шампани, в 50 км к северо-западу от Труа.

## Население
Население коммуны на 2008 год составляло 404 человека.
| 1962 | 1968 | 1975 | 1982 | 1990 | 1999 | 2008 |
| ---- | ---- | ---- | ---- | ---- | ---- | ---- |
| 292  | 298  | 276  | 287  | 270  | 345  | 404  |

## Экономика
В 2007 году среди 263 человек в трудоспособном возрасте (15—64 лет) 195 были экономически активными, 68 — неактивными (показатель активности — 74,1 %, в 1999 году было 69,7 %). Из 195 активных работали 188 человек (106 мужчин и 82 женщины), безработных было 7 (0 мужчин и 7 женщин). Среди 68 неактивных 21 человек были учениками или студентами, 27 — пенсионерами, 20 были неактивными по другим причинам.

## Достопримечательности
- Дольмен Грев-де-Фрекюль. Памятник истории с 1993 года[3]

## Фотогалерея

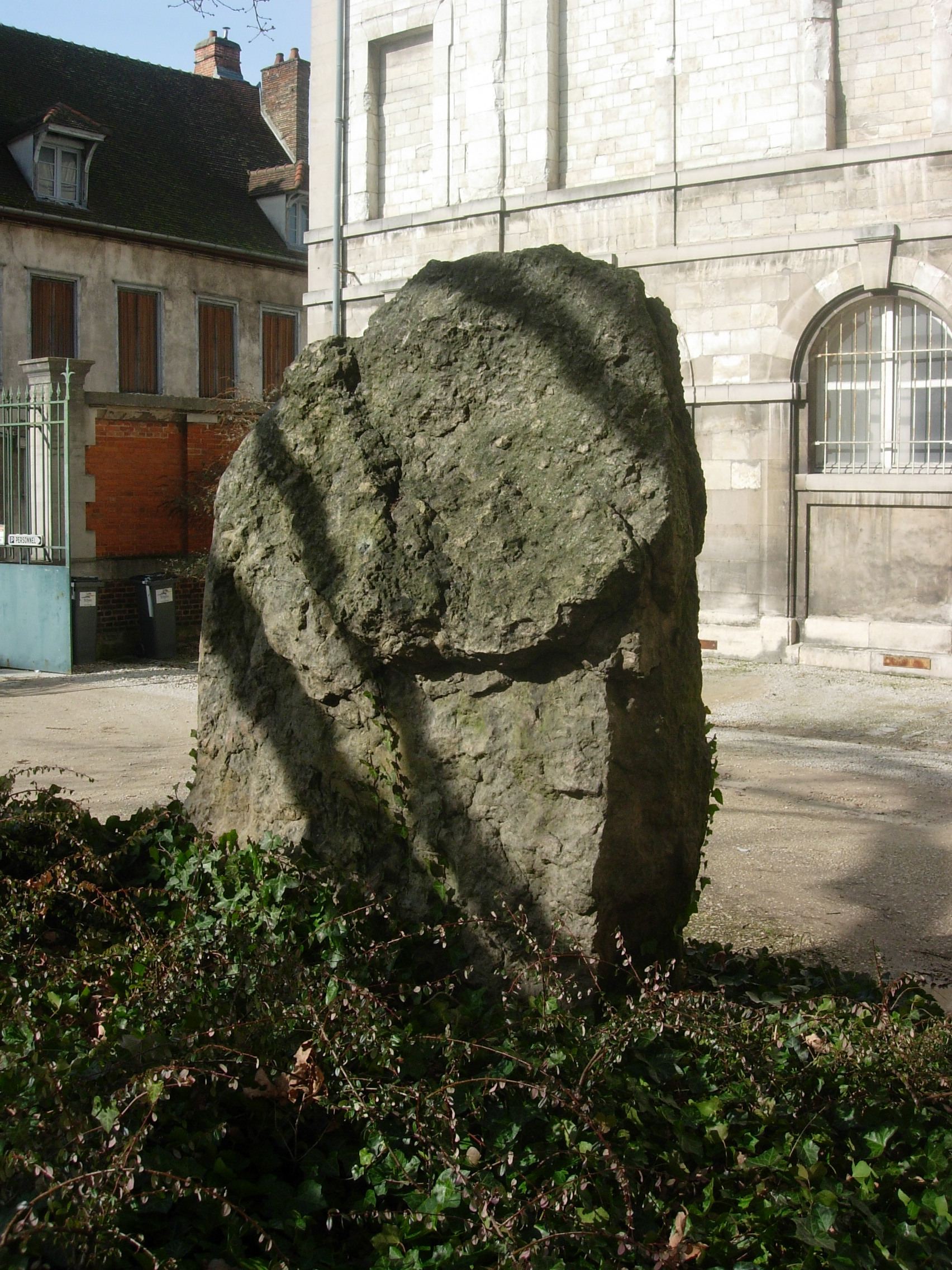
Менгир
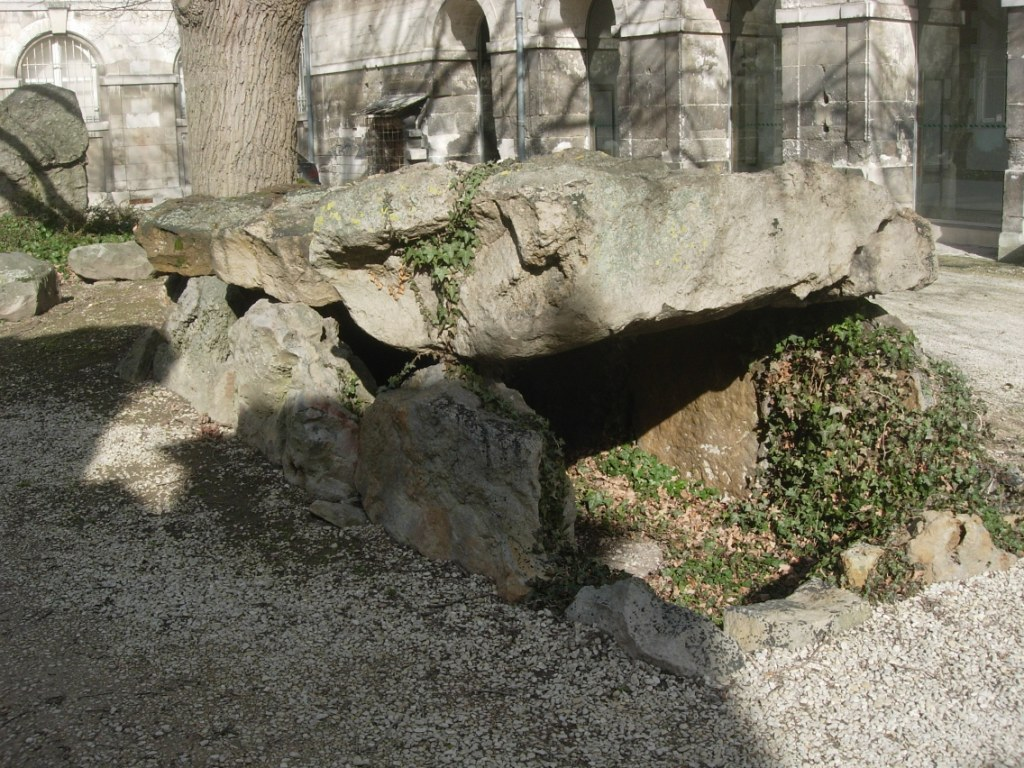
Дольмен Грев-де-Фрекюль
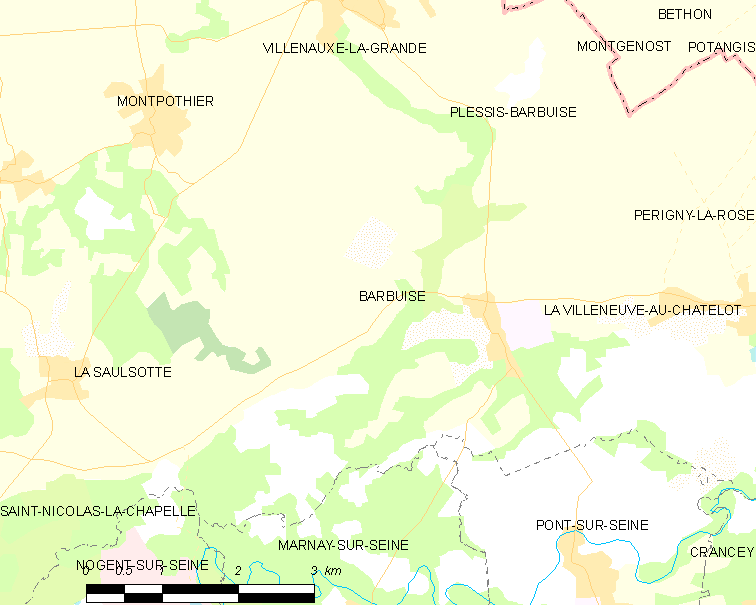
Карта коммуны